# Live at Roadburn 2008
Live at Roadburn 2008 è il primo album dal vivo del gruppo musicale francese Year of No Light, pubblicato nell'agosto 2009 dalla Roadburn Records.

## Descrizione
Contiene l'esibizione tenuta dal gruppo nel 2008 all'annuale Roadburn Festival di Tilburg, immortalato sia in formato audio che video. Inizialmente distribuito in tiratura limitata a 500 copie, il disco è stato in seguito ristampato su CD nell'aprile 2011.

## Tracce

### Edizione del 2009
LP
- Lato A

1. Tu as fait de moi un homme meilleur
2. Cimmeria
3. Metanoia
4. L'angoisse du veilleur de nuit d'autoroute les soirs d'alarme à accident

- Lato B

1. Les mains de l'empereur
2. The Golden Horn of the Moon (Year of No Light/Fear Falls Burning Improvisation)

DVD
1. Live at Roadburn 2008 – 61:33

### Riedizione del 2011
1. Audience Noise/Drones – 1:08
2. Tu as fait de moi un homme meilleur – 4:45
3. Cimmeria – 5:12
4. Traversée – 8:13
5. Metanoia – 8:49
6. L'angoisse du veilleur de nuit d'autoroute les soirs d'alarme à accident – 3:51
7. Les mains de l'empereur – 11:51
8. The Golden Horn of the Moon (with Fear Falls Burning) – 16:01